# Ai Haruna
Ai Haruna (はるな 愛 Haruna Ai?,  Osaka, Prefectura de Osaka, 21 de julio de 1972) es una cantante, actriz y tarento japonesa transgénero. En octubre de 2009, Haruna ganó el concurso de belleza transgénero Miss International Queen en Pattaya, Tailandia, convirtiéndose en la primera —y hasta la fecha la única— concursante japonesa en ganar el título.

## Biografía
Haruna, cuyo nombre de nacimiento es Kenji Ōnishi (大西 賢示 Ōnishi Kenji?), nació el 21 de julio de 1972 en la ciudad de Osaka, Japón. Su padre es nativo de Uwajima, mientras que su madre es oriunda de Ikata. Ambos progenitores se conocieron en Osaka, donde se habían trasladado en un intento de escapar de la pobreza de sus familias. Haruna también tiene un hermano menor. Asistió a la Osaka Shiritsu Nagahara Elementary School y desde una edad muy temprana era consciente de su identidad como mujer. 
Haruna sufrió de acoso escolar durante la secundaria, a tal punto de saltearse clases para escapar de un bravucón o quedarse en una cafetería durante todo el día. Por esa misma razón, apenas estudiaba y sus calificaciones eran malas. También solía ser miembro del club de karate. Tras abandonar la secundaria, comenzó a trabajar en un bar de espectáculos en Osaka. En 1991, trabajó para un pub llamado "Tootsie" en Umeda y eventualmente le confesó a su padre que trabajaba como transexual.
En 1995, Haruna se sometió a una cirugía de reasignación de sexo, aunque en su registro de nacimiento su nombre aún figura como Kenji Ōnishi. En 1996, apareció en el show de variedades Kamioka Ryūtarō Gazubari de Ryūtarō Kamioka y comenzó a hacerse conocer en diferentes medios de comunicación. También comenzó a trabajar como modelo transexual, apareciendo en diversos programas.

## Discografía

### Sencillos
- "I・U・Yo・Ne" (2008)
- "Natsu Dekoboko Love" (夏 凸凹ラブ?) (2009)
- "Crazy Love" (2010)
- "Motto Ai o" (もっと愛を?) (2012)
- "Eenende" (えぇねんで?)(2016)[5]